# 信息烟囱

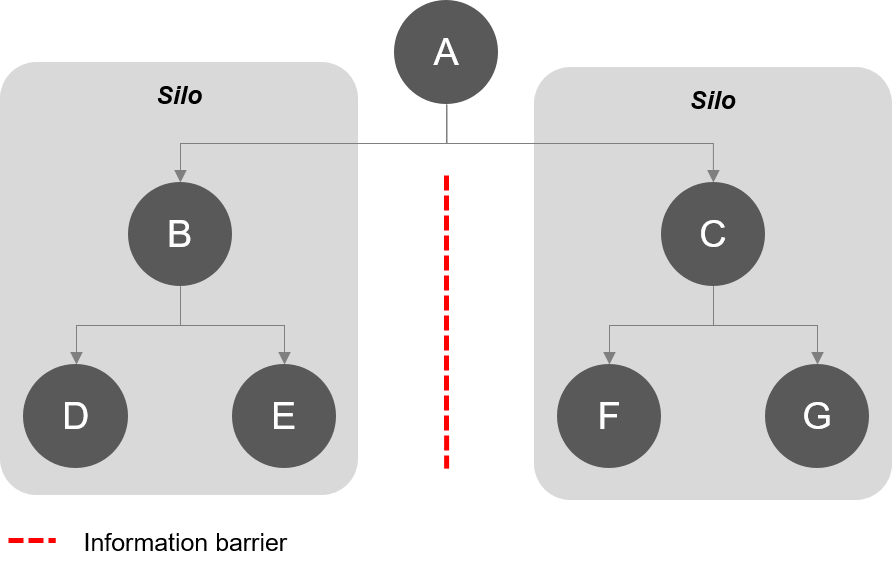
分層結構化組織中的典型信息孤島

信息烟囱（英語：Information silo）， 又称为信息孤岛（英語：Information island）、孤岛式信息系统或者烟囱式信息系统，指的是一种不能与其他相关信息系统之间进行互操作或者说协调工作的信息系统。

## 舉例

### 穀倉效應
穀倉效應（英語：Silo Effect）也稱筒倉效應，是指企業內部因「過度分工」而缺少溝通，一個部門、營運單位或業務單位，就像一個個高聳豎立的穀倉，所以彼此鮮少往來，也不願與其他單位分享資訊。最早出現在2015年，由《英國金融時報》時任總編輯吉蓮·邰蒂撰寫《穀倉效應》一書，用來形容各自為政、缺乏橫向協作的企業部門。穀倉效應不僅可能造成企業瓦解，甚至也可能造成政府失灵與政府失能。